# 로슨 크라우스
로슨 크라우스(영어: Lawson Crouse, 1997년 6월 23일~)는 캐나다의 아이스하키 선수로 포지션은 레프트윙이다. 현재 내셔널 하키 리그(NHL)의 애리조나 카이오티스 소속으로 뛰고 있다. 

## 어린 시절
크라우스는 1997년 온타리오주 스트래스로이에 위치한 마을인 마운트브리지스에서 태어났다. 그의 아버지 마이크는 아이스하키 코치였으며 어머니 크리스틴은 학교 교장까지 오른 교육인이다. 어린 시절 야구팬이었던 할아버지의 영향으로 야구를 했으며 야구, 아이스하키, 라크로스를 병행했다.